# 和田光弘
和田 光弘（わだ みつひろ、1961年12月 - ）は、日本のアメリカ史学者、名古屋大学教授。

## 来歴
1984年大阪大学文学部史学科西洋史学専攻卒業、89年同大学大学院文学研究科博士後期課程満期退学。88－89年フルブライト留学生。1989年大阪大学文学部助手、1991年追手門学院大学文学部講師、1994年名古屋大学文学部助教授、2006年教授。2000年「紫煙と帝国 アメリカ南部タバコ植民地の社会と経済」で大阪大学博士（文学）。2000年度アメリカ学会清水博賞受賞。

## 著書
単著
- 『紫煙と帝国──アメリカ南部タバコ植民地の社会と経済』名古屋大学出版会 2000
- 『タバコが語る世界史』山川出版社 世界史リブレット 2004
- 『記録と記憶のアメリカ――モノが語る近世』名古屋大学出版会 2016
- 『植民地から建国へ――19世紀初頭まで（シリーズ アメリカ合衆国史①)』岩波新書 2019
- 『アメリカは、いかに創られたか――レキシントン・コンコードの戦い』NHK出版 世界史のリテラシー 2024

共編
- 『歴史の場 史跡・記念碑・記憶』若尾祐司共編著 ミネルヴァ書房 Minerva西洋史ライブラリー 2010

### 翻訳
- シドニー・W.ミンツ『甘さと権力──砂糖が語る近代史』川北稔共訳 平凡社 1988
- ジョーダン・グッドマン『タバコの世界史』久田由佳子共訳 平凡社 1996
- S.M.グインター『星条旗 1777-1924』久田由佳子共訳 名古屋大学出版会 1997
- ケネス・E.フット『記念碑の語るアメリカ──暴力と追悼の風景』共訳 名古屋大学出版会 2002
- ドン・ヒギンボウサム『将軍ワシントン──アメリカにおけるシヴィリアン・コントロールの伝統』共訳 木鐸社 2003
- バーナード・ベイリン『アトランティック・ヒストリー』森丈夫共訳 名古屋大学出版会 2007
- マーカス・レディカー『海賊たちの黄金時代──アトランティック・ヒストリーの世界』共訳 ミネルヴァ書房 2014
- ダニエル・イマヴァール『帝国の隠し方──大アメリカ合衆国の歴史』監訳 名古屋大学出版会 2024

## 参考
- [ISBN 978-4-634-34900-1]
- J-GLOBAL